# Флаксвил (Монтана)
Флаксвил (енгл. Flaxville) град је у америчкој савезној држави Монтана.

## Демографија
По попису из 2010. године број становника је 71, што је 16 (-18,4%) становника мање него 2000. године.
| Група             | 2000.      | 2010.      |
| Белци             | 80 (92,0%) | 65 (91,5%) |
| Афроамериканци    | 0 (0,0%)   | 0 (0,0%)   |
| Азијати           | 1 (1,1%)   | 0 (0,0%)   |
| Хиспаноамериканци | 0 (0,0%)   | 1 (1,4%)   |
| Укупно            | 87         | 71         |